# Rózsahegyi Kálmán
Rózsahegyi Kálmán (Endrőd, 1873. október 6. – Budapest, 1961. augusztus 27.) magyar színész, színészpedagógus.
Apja Uhrin József gazdálkodó, anyja Grósz Janette (Zsani), az endrődi „Rongyos” kocsma felszolgálója volt. A házasságon kívül született gyermek nevelőapja Rózsahegyi Ödön lett (akitől a nevét kapta), miután édesanyja férjhez ment hozzá, és ő is vándorszínésznek állt. Rózsahegyi Kálmán is vidéken kezdte pályafutását, de 1898-ban szerződtette a Magyar Színház. 1900–1935 között a Nemzeti Színház tagja volt, 1923-tól az örökös tagság birtokosaként. Feleségével, Hevesi Angélával alapította magán-színiiskoláját, melyből számos híres színész került ki.

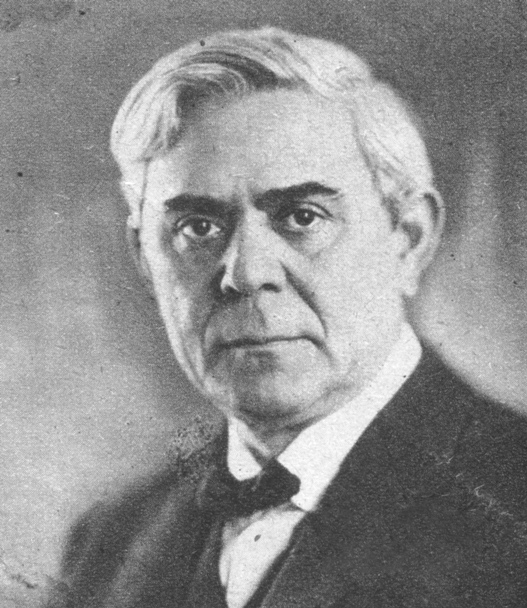
1930 előtt

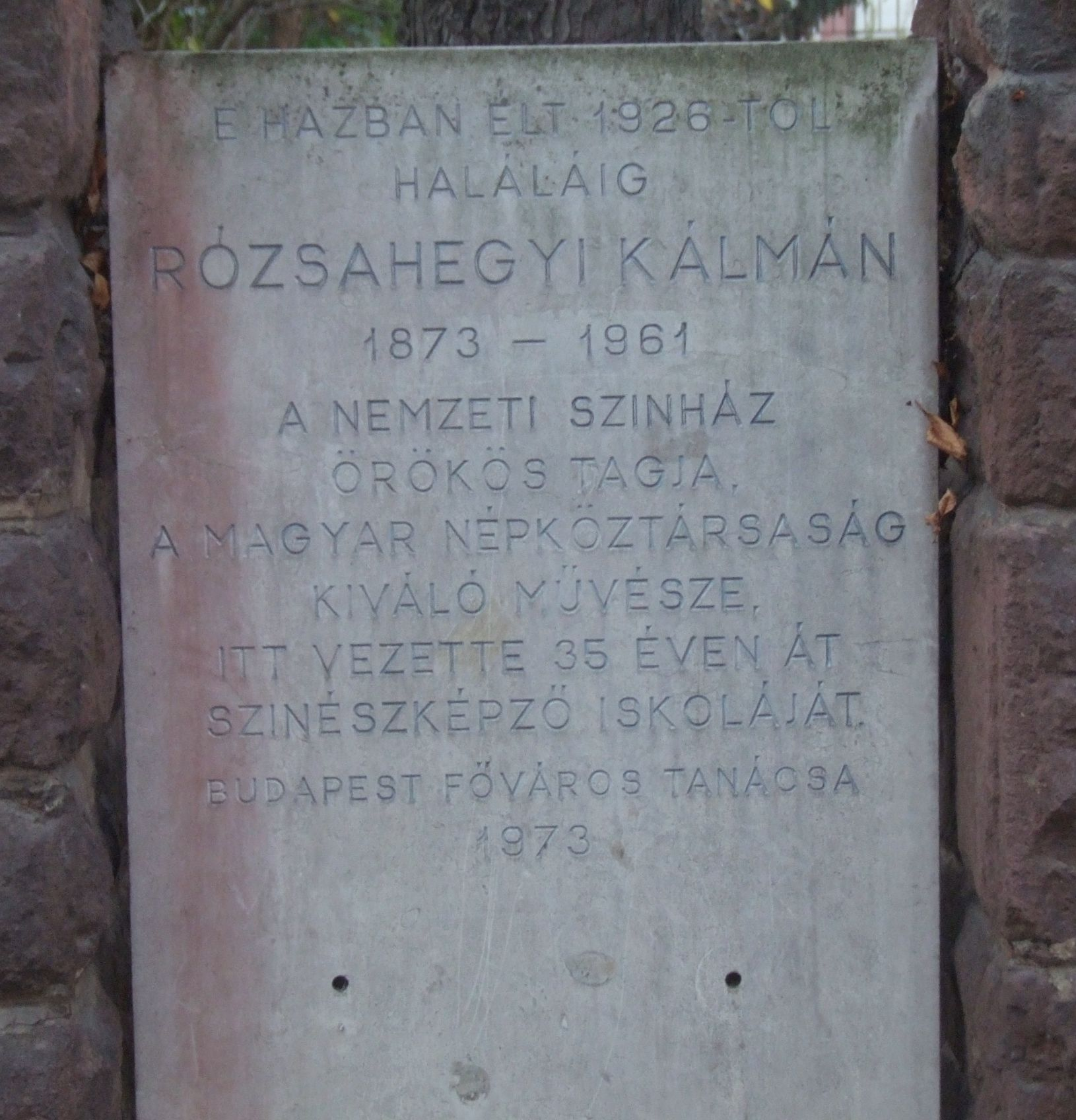
Emléktáblája a villa kerítésén

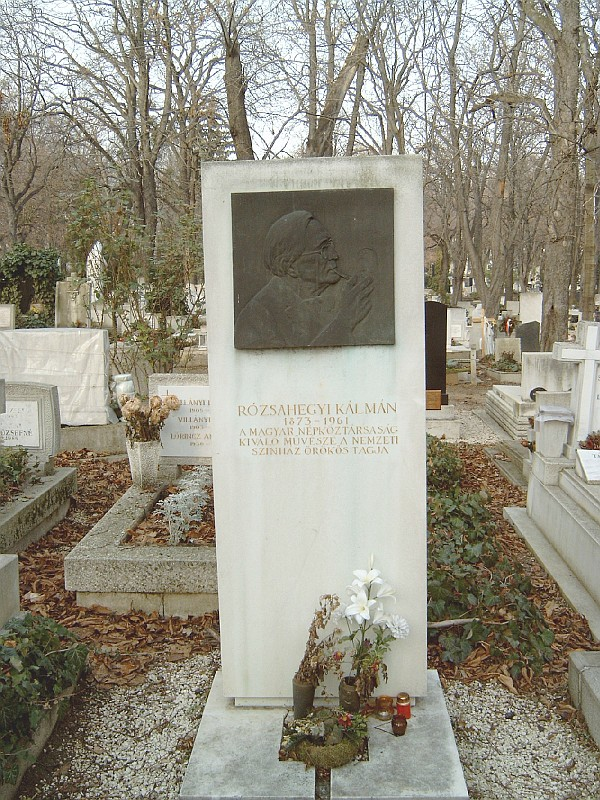
Rózsahegyi Kálmán sírja Budapesten. Farkasréti temető: 1-1-271. Kisfaludi Strobl Zsigmond alkotása

## Életrajza, munkássága
Rózsahegyi a realista színjátszás egyik legjelentősebb képviselője, aki nem a szó művésze, hanem az egyszerű, természetes, közvetlen játéké volt. Skálája meglehetősen széles volt, szerepei a bohózattól az érzelmes humorig minden árnyalatot felöleltek.
A Békés vármegyei Endrődön született 1873. október 6-án. Nevelőapja, Rózsahegyi Ödön nyomdokaiba lépve ő is a világot jelentő deszkákat választotta, és diplomás színészként végzett a Színiakadémián. Színi pályáját Dobó Sándor társulatánál kezdte 1892-ben, majd Debrecenben és Kolozsvárott működött. 1898-ban a Magyar Színházhoz szerződött, ahol operettszerepeket játszott. A századforduló évében került a Nemzeti Színházhoz, melyhez hűségesen kötődött, és amelyet az intézmény is viszonzott számára, amikor 1923-ban örökös tagjai sorába választotta. Egyéb fellépései és vendégszereplései során sem vált meg anyaszínházától, amelynek 1935-ös nyugdíjazásáig „rendes” tagja volt.
Rózsahegyi Kálmán neve és arca az 1910–20-as években kabarészínészként is népszerű lett, aminek köszönhetően a határon túlra is eljutott. 1926-ban az USA-ban vendégszerepelt, 1935 után pedig különböző magánszínházakban lépett fel.
1903. október 7-én Budapesten, a Józsefvárosban házasságot kötött a nála 11 évvel fiatalabb Hevesi Angélával, Hevesi József és Leuchter Janka lányával.
Máig híres színiiskoláját 1909-ben alapította feleségével, Hevesi Angélával, melyben később lányával együtt tanított, egészen haláláig. Kiváló színészpedagógus volt, tanítványai sorából sok jeles művész került ki. A vizsgaelőadásokat általában a MOM Kultúrházban tartották.
1930-ban áttért a katolikus vallásra. Származása miatt a második világháború alatt nem léphetett színpadra, 1945 után pedig Major Tamás nem engedte, hogy visszatérjen a Nemzeti Színházba. A következő évtizedben alkalmanként játszott a Pesti, a Víg-, a Magyar, a Fővárosi Operett és a Madách Színházban. Minden műfajban otthon volt, legyen az operett, népszínmű, vígjáték, kabaré vagy klasszikus dráma.
Shakespeare Hamletjének egyik sírásóját, a Lear király bolondját, A velencei kalmár Gobbóját adta, Szigligeti Liliomfijának Szellemfije, Katona József Bánk bánjának Tiborca, Móricz Zsigmond Rokonokjának Berci bácsija volt. 1932–56 között sok filmben aratott sikert. 1942-ben megjelent Zörög a haraszt… című könyvében vidám vadásztörténeteit mesélte el.
A jellegzetes hanghordozású, mosolygós Kálmán bácsit tanítványai éppúgy szerették, mint a közönség. Szülővárosa sem feledte el, díszpolgárává választotta. Kitüntetései: Gyémánt diploma 1957-ben, Pro Arte-díj 1956-ban, Signum Laudis és Farkas–Ratkó-díj 1901-ben.
Rózsahegyi Kálmán, a Nemzeti Színház örökös tagja, a Színi-iskola alapítója, kiváló művész (1960). 1961. augusztus 27-én halt meg, Budapesten.

## Főbb színpadi szerepei
- Zuboly (Szentivánéji álom)
- sírásó (Hamlet)
- bolond (Lear király és Vízkereszt)
- A fiatal és öreg Gobbo (A velencei kalmár)
- Scapin (Molière: Scapin furfangjai)
- Jakab mester (Molière: A fösvény)
- címszerep (Halévy: Constantin abbé)
- címszerep (Poole: Pry Pál)
- A peleskei nótárius (Gaal József)
- Baracs Matyi és Göre Gábor (Gárdonyi: A bor)
- Luka (Gorkij: Éjjeli menedékhely)
- Boly Gáspár (Harsányi: A vén gazember)
- Berci bácsi (Móricz: Rokonok)
- Rageneau (Rostand: Cyrano)

## Filmjei
- Szökött katona (1914)
- Liliomfi (1915)
- A cigány (1925)
- A bor (1933)

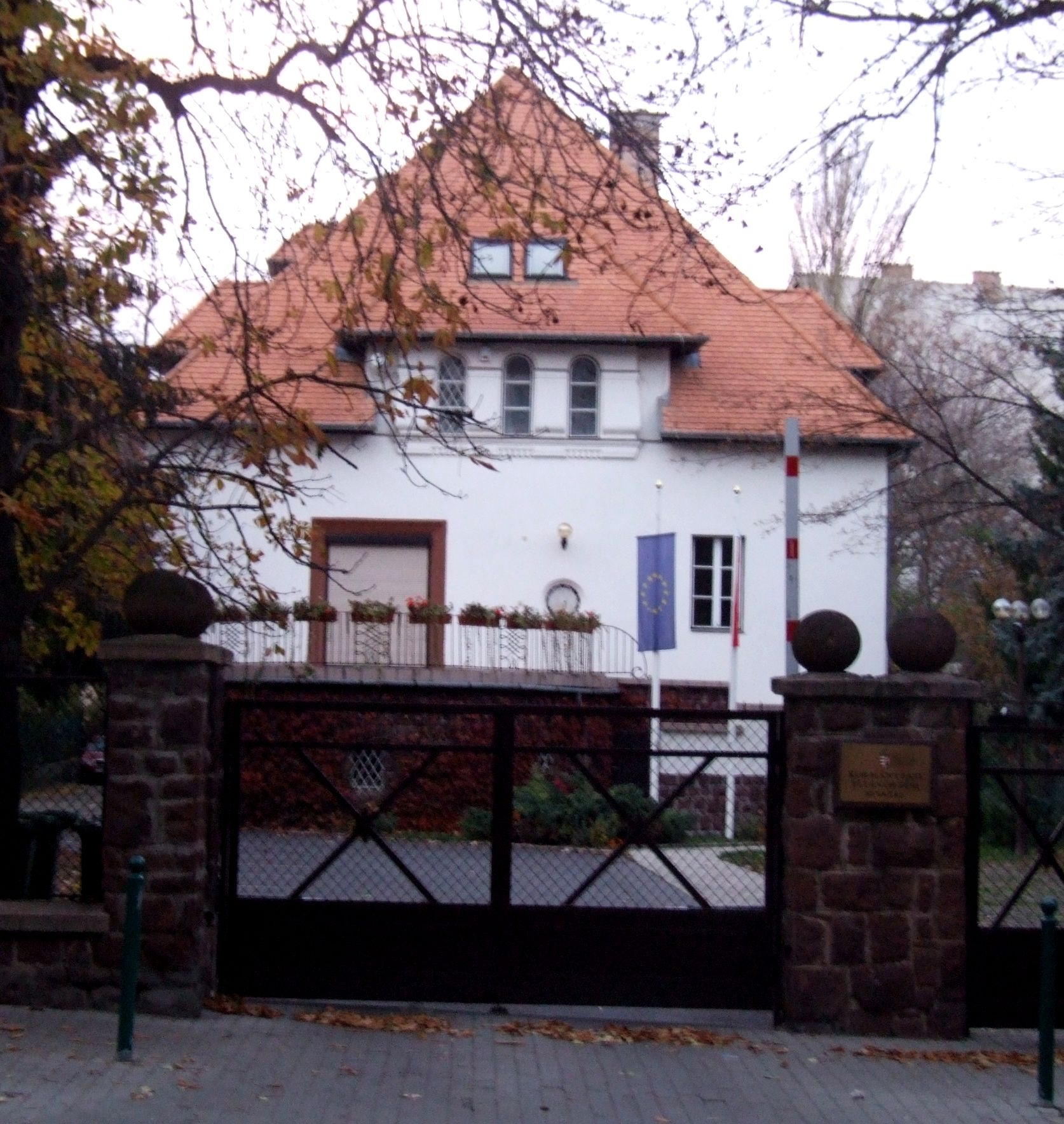
Villája a Németvölgyben, a XII. kerület Tartsay Vilmos utca 13. szám alatt

- Az ellopott szerda / Falusi lakodalom (1933)
- Az új földesúr (1935)
- Légy jó mindhalálig (1936)
- Sárga csikó (1936)
- 3 : 1 a szerelem javára (1937)
- Az én lányom nem olyan (1937)
- Te csak pipálj, Ladányi! (1938)
- Vadrózsa (1939)
- Rózsafabot (1940)
- A kegyelmes úr rokona (1941)
- Európa nem válaszol (1941)
- Dankó Pista (1941)
- Régi nyár (1942)
- Állami áruház (1952)
- Liliomfi (1954)
- Budapesti tavasz (1955)
- Mese a 12 találatról (1956)
- Micsoda éjszaka! (1958)

## Magyar Rádió
- Kemény Egon–Gál György Sándor–Erdődy János: „Komáromi farsang” (1957) Rádiódaljáték 2 részben. Főszereplők: Csokonai Vitéz Mihály–Ilosfalvy Róbert és Zenthe Ferenc, Lilla – Házy Erzsébet és Korompai Vali. Szereplők: Deák Sándor, Gönczöl János, Molnár Miklós, Berky Lili, Bilicsi Tivadar, Szabó Ernő, Hlatky László, Fekete Pál, Lehoczky Éva, Kishegyi Árpád, Völcsey Rózsi, Gózon Gyula, Éjjeli bakter – Rózsahegyi Kálmán és mások. Zenei rendező: Ruitner Sándor. Rendező: László Endre. A Magyar Rádió Szimfonikus Zenekarát Lehel György vezényelte.

## Kötetei
- Zörög a haraszt... Vidám vadásztörténetek; Vajna-Bokor, Bp., 1942
- Zörög a haraszt... Vidám vadásztörténetek; utószó Bánffy György; TerraPrint, Bp., 1994

## Diszkográfia
- Kemény Egon – Gál György Sándor – Erdődy János: „Komáromi farsang”. Daljáték, Breaston & Lynch Média, 2019